# Puig de la Costa Llisa
El Puig de la Costa Llisa és una muntanya de 2.323,6 metres d'altitud del terme comunal de Nyer, a la comarca del Conflent, de la Catalunya del Nord.
És al nord centre de l'apèndix que forma el sector sud-oest del terme de Nyer. Forma part, amb el Puig de Ribes Blanques i el Roc dels Cimbells, de la carena que separa les valls del Torrent de Carançà, a ponent, i de la Ribera de Mentet, a llevant.
El Puig de la Costa Llisa és destí freqüent de les rutes excursionistes de la zona occidental del Massís del Canigó.